# مقاطعة جيفرسون (إنديانا)
مقاطعة جيفرسون (بالإنجليزية: Jefferson County, Indiana)‏ هي إحدى مقاطعات ولاية إنديانا في الولايات المتحدة. تأسست سنة 1811، بلغ عدد سكانها 32428 نسمة في عام 2010 حسب إحصاء مكتب تعداد الولايات المتحدة وتصل الكثافة السكانية فيها 34.65 نسمة/كم2.

## أعلام
- فرانك بوكانان

## وصلات خارجية
- United States Counties